# 오드리 휘트비
오드리 휘트비(Audrey Whitby, 1996년 4월 10일 ~ )는 미국의 배우, 코메디언이다.